# City of Voices
City of Voices ist ein Produktionsunternehmen für die Synchronisation von Filmen und Fernsehserien mit Sitz in Berlin.

## Geschichte
Das Unternehmen wurde 2009 von Stephanie Henze in Berlin-Nikolassee gegründet. Seit der Gründung des Unternehmens zeichnete City of Voices für über 330 Filmsynchronisationen verantwortlich.

## Produktionen (Auswahl)
Zu den bekanntesten Synchronisationen zählen:

### Filme
- Sharknado – Genug gesagt!
- Bigfoot – Die Legende lebt!
- The House – Die Schuldigen werden bestraft
- Jurassic Shark
- Dark Floors
- Spiral – Das Ritual
- DAM999 – Wasser kennt keine Gnade
- Cracks
- Nobel Son
- Robert – Die Puppe des Teufels
- Autumn of the Living Dead
- Plötzlich aufs Land – Eine Tierärztin im Burgund

### Fernsehserien
- Lucky Luke (Nachsynchro)
- Bob Morane